# Rued Langgaard

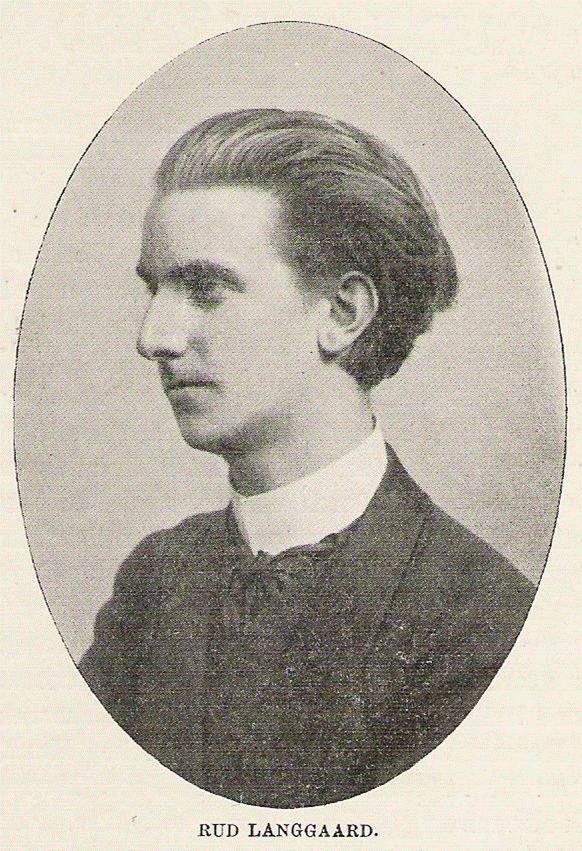
Rued Langgaard

Rued Langgaard (* 28. Juli 1893 in Kopenhagen, Dänemark; † 10. Juli 1952 in Ribe) war ein dänischer Komponist und Organist.

## Leben
Langgaard wuchs in einer musikalischen Familie auf, die Eltern waren beide Pianisten, sein Vater Siegfried Langgaard zudem Komponist von Liedern und Klavierwerken. So erhielt Rued früh eine umfassende musikalische Ausbildung und galt schon mit 11 Jahren als exzellenter Organist.
1913 wurde seine einstündige erste Sinfonie Klippepastoraler (Felsen-Pastorale) von den Berliner Philharmonikern uraufgeführt. Seine 11. und 12. Sinfonie dauern hingegen nur einige Minuten – sinfonische Miniaturen. Trotz einiger früher Erfolge war sein Leben eher von Zurückgezogenheit und fehlender Anerkennung gezeichnet. Unter anderem war da der Schatten von Carl Nielsen, dem großen dänischen Komponisten. Als Nielsen einen eher klaren, klassizistischen modernen Weg einschlug, schwelgte Langgaard in symbolistisch-romantischen Werken und sprach von „göttlichen Eingebungen“.
Sein Werk ist geprägt von ekstatischen Empfindungen und überhöhten Emotionen, aber ebenso von einem genial angewendeten Handwerk und spontan-querdenkender Kreativität, die nahezu avantgardistische Werke wie die Sphärenmusik (1916–1918) hervorbrachte. Langgaard durchquerte kreuz und quer die Stile der Musikgeschichte zwischen Expressionismus, romantischem Sentiment und ersten Minimalismusexperimenten. Wegbegleiter erinnern sich an einen exzentrischen, sensiblen Musiker, introvertiert und von der Welt bedrängt, aber mit großer Ernsthaftigkeit und Visionen. Erst mit 47 Jahren erhielt Langgaard eine Organistenstelle im Dom zu Ribe, elf Jahre später starb er in Ribe.
Sein Nachlass, über 400 Kompositionen, geriet in Vergessenheit. Erst Ende der sechziger Jahre wurde er durch Musikwissenschaftler und Interpreten wiederentdeckt. Sogar György Ligeti ließ sich durch Kompositionen von Langgaard inspirieren. Bei verschiedenen Labels liegen Aufnahmen seiner Sinfonien vor. Der Antikrist wurde erst 1999 in Innsbruck uraufgeführt. Die deutsche Erstaufführung folgte 2018 in Mainz. Ersan Mondtags Inszenierung an der Deutschen Oper Berlin erfuhr 2022 Beachtung im In- und Ausland.

## Bedeutung
Langgaard ist einer der Komponisten, die es noch zu entdecken gilt. Selbst in der dänischen Musikgeschichte ist er ein Einzelgänger, der stilistisch in keine Schablone passt. Mit seinem umfangreichen Œuvre gehört er aber zu den wichtigsten skandinavischen Komponisten zu Beginn des 20. Jahrhunderts.

## Werk
Das umfangreiche Werk lässt sich hier nur in einem Überblick darstellen. Langgaard schrieb die Oper Antikrist, 16 Sinfonien, 7 Streichquartette, Kammermusik, sehr viele Orgel- und Klavierwerke sowie Vokalmusik mit Orchester und Klavier, wichtigste Werke hierbei die Sphärenmusik für Sopran, Chor, Orchester und Fernorchester (1916–1918) und Lenaustemninger (Lenau-Stimmungen, BVN 138) für Sopran und Streichquartett (1917). Das Verzeichnis seiner Werke wurde vom dänischen Musikologen Bendt Viinholt Nielsen in seinem Werk Rued Langgaards Kompositioner verfasst. Die entsprechende Abkürzung ist BVN.

### Sinfonien
- Sinfonie Nr. 1 h-Moll Klippepastoraler (Klippenpastorale) (1908/09, rev. 1909–11)
- Sinfonie Nr. 2 Vaarbrud (Frühlingserwachen) nach Worten von Emil Rittershaus mit Sopransolo (1912–14, rev. 1926–33)
- Sinfonie Nr. 3 Ungdomsbrus (Jugendrausch) mit Klavier und gemischtem Chor ad libitum (1915/16, rev. 1925–33)
- Sinfonie Nr. 4 Løvfald (Herbstpfade) (1916, rev. 1920)
- Sinfonie Nr. 5 Steppenatur (Steppennatur) (1917/18, rev. 1920, 1931)
- Sinfonie Nr. 6 Det Himmelrivende (Das Himmelreißende) (1919/20, rev. 1928–30)
- Sinfonie Nr. 7 Ved Tordenskjold i Holmens Kirke (Bei Tordenskjold in der Holmens Kirke) (1925/26, rev. 1930–32)
- Sinfonie Nr. 8 Minder ved Amalienborg (Erinnerungen bei Amalienborg) mit Tenorsolo und gemischtem Chor (1926–28, rev. 1929–34)
- Sinfonie Nr. 9 Fra Dronning Dagmars By (Aus Königin Dagmars Stadt) (1942)
- Sinfonie Nr. 10 Hin Torden-Bolig (Jene Wohnstätte des Donners) (1944/45)
- Sinfonie Nr. 11 Ixion (1944/45)
- Sinfonie Nr. 12 Hélsingeborg (1946)
- Sinfonie Nr. 13 Undertro (Wunderglaube) (1946/47)
- Sinfonie Nr. 14 (Suite) Morgenen (Der Morgen) mit gemischtem Chor (1947/48, rev. 1951)
- Sinfonie Nr. 15 Søstormen (Der Seesturm) nach Worten von Thøger Larsen mit Baritonsolo und Männerchor (1937/49)
- Sinfonie Nr. 16 Syndflod af Sol (Sintflut auf der Sonne) (1950/51)

### Weitere Orchesterwerke
- Drapa (Zum Tod von Edvard Grieg) (1907)
- Sphärenmusik (1916–1918)

### Opern
- Antikrist (Allegorische Oper) (1921–23)
- Fortabelsen (Antikrist) (1921–1923/1926–1930) [2. Fassung der Oper Antikrist]
- Vildstjernelys (Oper in einem Bild) (1921–1923/1946)

### Kammermusik
- Streichquartett Nr. 1 (1914–1915/1936)
- Streichquartett Nr. 2 (1918/1931)
- Streichquartett Nr. 3 (1924)
- Streichquartett Nr. 4 Sommerdage (Sommertage) (1931)
- Streichquartett Nr. 5 (1925/1926–1938)
- Streichquartett Nr. 6 (1918–1919)
- Streichquartett (1918)
- Streichquartett Rosengaardsspil (Rosengartenspiel) (1918)
- Variation auf Mig hjertelig nu længes (1914–1915/1931/1940)
- Streichquartettstück Italien Scherzo (1950)